# Alfredo Zibechi
Alfredo Zibechi (Montevideo, 30 d'octubre de 1895 - ibídem, 19 de juny de 1958) va ser un futbolista uruguaià que va jugar a la posició de migcampista defensiu.

## Biografia
Durant els anys que va ser internacional amb la selecció de futbol de l'Uruguai (1915-1924), va aconseguir la medalla d'or olímpica als Jocs Olímpics d'estiu de 1924, a París. Així mateix, Zibechi va competir 7 cops al Campionat sud-americà de futbol amb la selecció uruguaiana, guanyant el torneig 3 vegades: 1916, 1920 i 1924.
Va morir a Montevideo el 1958 als 62 anys.